# 秋月種長
秋月 種長（あきづき たねなが）は、戦国時代末期から江戸時代初期の武将・大名。日向国高鍋藩初代藩主。

## 生涯
永禄10年（1567年）2月7日、筑前の戦国大名である秋月種実の長男として生まれる。天正14年（1586年）の豊臣秀吉の九州征伐では父と共に豊臣軍と戦ったが、敗れて父と共に降伏した。このとき、父が秀吉に対して剃髪して謝意を示し、さらに隠居したため、家督を継いで当主となる。しかし間もなく、秀吉の命令で日向高鍋3万石に減移封された。
その後、豊臣政権下では文禄・慶長の役に出陣し、慶長3年（1598年）の蔚山城の戦いで功績を挙げた。
慶長5年（1600年）の関ヶ原の戦いでは、西軍に属して大垣城を守備していたが、関ヶ原の本戦で西軍が壊滅した直後の9月17日、水野勝成の勧めで東軍に内応し、同じく籠城していた弟の高橋元種と相良頼房を誘って熊谷直盛、垣見一直、木村由信・木村豊統父子らを城中で殺害して降伏、23日には守将の福原長堯は大垣城を開城して東軍に明け渡した。これによって徳川家康から所領を安堵され、高鍋藩の初代藩主となった。
種長には男子がいなかったため、長野鑑良の息子で種長の甥にあたる種貞を婿養子として迎えた。だが、種貞が病弱であったため廃嫡し、種貞と娘オチョウの間に誕生した外孫の種春を後継者とした。このため、これを不満に思う家臣との間に確執が生じたという。
慶長19年（1614年）6月13日に死去した。享年48。家督は種春が継いだ。

## 系譜
父母
- 秋月種実（父）
- 田原親宏の長女（母）

正室
- 舜有[4]の娘

子女
- 昌千代 ー 日野忠有室 - 祖父の彦山座主舜有が1587年に死去した後、10年ほどの間"女座主"を務めた。その後、権大納言日野輝資の三男忠有が婿となり、彦山座主となる[5]。
- オチョウ ー 秋月種貞正室 - 嫡男の種春が日向国高鍋藩2代藩主となる。
- ヲサイ ー 平松時庸継室
- タネ ー 下間大弐室
- 内田種正室

養子
- 秋月種貞 ー 長野助盛の子
- 秋月種春 ー 秋月種貞の長男